# Parc nacional de Kíntrixi

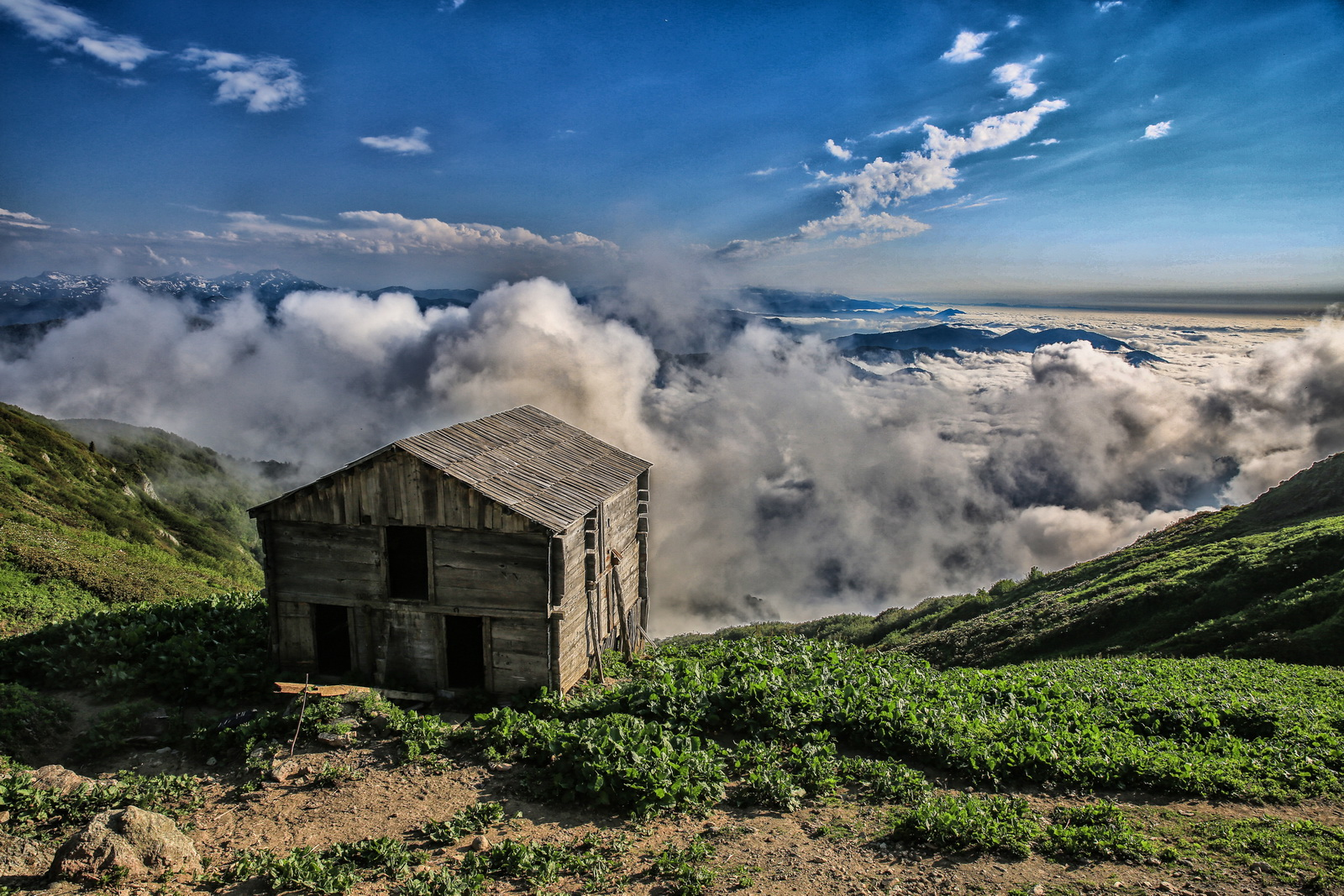
Vista des de l'àrea protegida de Kíntrixi

El Parc nacional de Kíntrixi (georgià: კინტრიშის დაცული ლანდშაფტი) és una àrea protegida del municipi de Kobuleti, Adjària, a l'oest de Geòrgia, situat a la gorja del riu Kíntrixi i va ser establert el 2007.
Les àrees protegides de Kintrishi inclouen el Parc nacional de Kíntrixi i la Reserva natural estricta de Kíntrixi, que es va establir per primera vegada el 1959.
Les àrees protegides de Kintrishi es van establir per preservar la flora i la fauna úniques i els famosos salzes còlquics. Les excavacions arqueològiques van revelar monuments precristians en aquestes zones.